# Midtdjurs Friskole
Midtdjurs Friskole og Børnehus er en organisation med en friskole og et fribørnehus beliggende i Nimtofte på Djursland med plads til ca. 100 elever fordelt på 0. til 9. klasse og ca. 45 børn i vuggestue og børnehave. 
Skolen dyrker udeliv i det daglige. Blandt andet med adgang til et område ved Nimtofte Å med skov og shelter, som skolen råder over. Her er mulighed for alternativ undervisning, bål mm. Desuden benyttes i det daglige også udeområdet på skolens matrikel med god plads, flotte legepladser, stor bålhytte med shelters, køkkenhave og boldbaner. 
Skolen holder til i bygningerne, der tidligere husede folkeskolen Bauneskolen, der blev i opført 1962, men nedlagt i 2010, hvorefter friskolen blev oprettet.
Skolen har en skole-fritidsordning og klub som eftermiddagstilbud. Her kan børnene lege og lave kreative aktiviteter sammen på tværs af aldre. 
Midtdjurs Børnehus har vuggestue og børnehave.  Børnehaven Solbærkrogen, blev startet i 1999 som kommunal institution. Der blev i midten af 2010'erne oprettet vuggestue i Solbærkrogen og i 2017 bad Syddjurs Kommune friskolen om at overtage Børnehuset Solbærkrogen, der nu hedder Midtdjurs Børnehus og har fælles værdisæt og ledelse med friskolen. Overgangen fra Børnehuset til Friskolen er derfor helt naturlig.
Ved skolens generalforsamlingen i 2023 ændredes navnet til Midtdjurs Friskole og Børnehus, og navnet Solbærkrogen blev hermed fjernet.
Børnehuset har plads til 43 børn, heraf højest 11 vuggestuebørn. Midtdjurs Friskole og Børnehus har tilsammen 13 ansatte.